# Hội Thiết bị Y tế Việt Nam
Hội Thiết bị Y tế Việt Nam là tổ chức xã hội nghề nghiệp của những tổ chức và cá nhân đang hoạt động trong lĩnh vực khoa học, kỹ thuật, quản lý, sản xuất, kinh doanh, bảo trì, sửa chữa... có liên quan đến trang thiết bị và dụng cụ y tế, tại hoặc liên quan đến Việt Nam .
Hội có tên giao dịch tiếng Anh là Vietnam Medical Equipments Association, viết tắt là VIMEAS.
Trụ sở Hội đặt tại địa chỉ số 40 phố Phương Mai, quận Đống Đa, Hà Nội.

## Hoạt động
Mục tiêu của Hội là tự nguyện tổ chức xây dựng và phát triển ngành trang thiết bị y tế Việt Nam, góp phần đưa nhanh các ứng dụng kỹ thuật y tế vào việc chẩn đoán, điều trị, phòng bệnh và chăm sóc sức khoẻ cộng đồng; thông tin, trao đổi tư liệu, kinh nghiệm khai thác, nghiên cứu sản xuất, lắp ráp, sửa chữa bảo trì... đóng góp vào sự phát triển chung của ngành y tế Việt Nam .
Điều lệ Hội sửa đổi năm 2015 được Bộ Nội vụ Việt Nam phê duyệt tại Quyết định số 404/QĐ-BNV ngày 26/5/2015.